# Hemeroblemma nocticoelum
Hemeroblemma nocticoelum là một loài bướm đêm trong họ Erebidae.